# پیچک آفریقایی
پیچک آفریقایی (نام علمی: Convolvulus sabatius) نام یک گونه از سرده پیچک است.